# Faixa espanhola

Bandeira de Espanha

Em vexilologia, faixa espanhola é um termo genérico com que se descreve a faixa central de uma bandeira de três bandas horizontal (faixa, em heráldica) que seja duas vezes a largura das faixas extremas. O nome deriva do modelo da bandeira espanhola. Analogamente existe o termo pala canadiana para bandeiras de características semelhantes mas de orientação vertical.

## Galeria

Bandeira do Cambodja
Bandeira do Laos
Bandeira do Líbano
Bandeira da Polinésia Francesa